# Lista de prêmios e indicações recebidos por Downton Abbey
Downton Abbey é uma série de televisão britânica, do gênero drama histórico, criada por Julian Fellowes, e co-produzida pela Carnival Films e pela Masterpiece. Ela foi ao ar pela primeira vez na ITV, no Reino Unido, em 26 de setembro de 2010, e na PBS, nos Estados Unidos, em 9 de janeiro de 2011 como parte da antologia Masterpiece Classic.
Downton Abbey foi aclamada pela crítica de televisão e ganhou diversos prêmios, incluindo um Globo de Ouro de Melhor Minissérie ou Telefilme, um prêmio BAFTA, e um prêmio Primetime Emmy Award de Minissérie Excepcional. O programa foi reconhecido pelo Guinness World Records como a série de televisão em inglês mais aclamada pela crítica de 2011. Ela recebeu o maior número de indicações de qualquer série de televisão internacional na história do Primetime Emmy Awards, com vinte e sete no total (após duas temporadas). Foi a série de televisão mais assistida em ambas, na ITV e na PBS, e subsequentemente tornou-se a série dramática britânica de maior sucesso desde a série de televisão Brideshead Revisited, de 1981. Na terceira temporada, tornou-se um dos programas de televisão mais assistidos do mundo.

## Prêmios e Indicações
| Temporada          | Prêmio                          | Categoria                                                 | Candidato                                | Resultado |
| ------------------ | ------------------------------- | --------------------------------------------------------- | ---------------------------------------- | --------- |
| Primeira Temporada | Emmy do Primetime Awards        | Melhor Minissérie ou Telefilme                            | Downton Abbey                            | Venceu    |
| Primeira Temporada | Emmy do Primetime Awards        | Melhor Atriz em Minissérie ou Filme                       | Elizabeth McGovern                       | Indicado  |
| Primeira Temporada | Emmy do Primetime Awards        | Melhor Atriz Coadjuvante em Minissérie ou Filme           | Maggie Smith                             | Venceu    |
| Primeira Temporada | Emmy do Primetime Awards        | Diretor de Minissérie, Filme ou Especial Dramático        | Brian Percival                           | Venceu    |
| Primeira Temporada | Emmy do Primetime Awards        | Melhor Roteiro em Minissérie, Filme ou Especial Dramático | Julian Fellowes                          | Venceu    |
| Primeira Temporada | Golden Globes Awards            | Melhor Minissérie – Televisão ou Cinema                   | Downton Abbey                            | Venceu    |
| Primeira Temporada | Golden Globes Awards            | Melhor Ator – Minissérie ou Telefilme                     | Hugh Bonneville                          | Indicado  |
| Primeira Temporada | Golden Globes Awards            | Melhor Atriz – Minissérie ou Telefilme                    | Elizabeth McGovern                       | Indicado  |
| Primeira Temporada | Golden Globes Awards            | Melhor Atriz Coadjuvante – Minissérie ou Telefilme        | Maggie Smith                             | Indicado  |
| Primeira Temporada | BAFTA Awards                    | Melhor Série Drama                                        | Downton Abbey                            | Indicado  |
| Primeira Temporada | BAFTA Awards                    | Melhor Ator Coadjuvante                                   | Brendan Coyle                            | Indicado  |
| Primeira Temporada | Screen Actros Guild Awards      | Melhor Atriz em Minissérie ou Filme                       | Maggie Smith                             | Indicado  |
| Primeira Temporada | Satellite Awards                | Melhor Minissérie ou Telefilme                            | Downton Abbey                            | Indicado  |
| Primeira Temporada | Satellite Awards                | Melhor Ator em Minissérie ou Telefilme                    | Hugh Bonneville                          | Indicado  |
| Primeira Temporada | Satellite Awards                | Melhor Atriz em Minissérie ou Telefilme                   | Elizabeth McGovern                       | Indicado  |
| Primeira Temporada | Satellite Awards                | Melhor Atriz Coadjuvante em Minissérie ou Telefilme       | Maggie Smith                             | Indicado  |
| Primeira Temporada | Broadcasting Press Guild        | Melhor Série Drama                                        | Downton Abbey                            | Venceu    |
| Primeira Temporada | Broadcasting Press Guild        | Melhor Ator                                               | Hugh Bonneville                          | Indicado  |
| Primeira Temporada | Broadcasting Press Guild        | Melhor Atriz                                              | Maggie Smith                             | Indicado  |
| Primeira Temporada | Broadcasting Press Guild        | Melhor Atriz                                              | Elizabeth McGovern                       | Indicado  |
| Primeira Temporada | Broadcasting Press Guild        | Melhor Roteiro                                            | Julian Fellowes                          | Indicado  |
| Primeira Temporada | Monte-Carlo Television Festival | Melhor Ator                                               | Hugh Bonneville                          | Indicado  |
| Primeira Temporada | Monte-Carlo Television Festival | Melhor Atriz                                              | Maggie Smith                             | Indicado  |
| Primeira Temporada | Monte-Carlo Television Festival | Melhor Atriz                                              | Elizabeth McGovern                       | Indicado  |
| Primeira Temporada | Monte-Carlo Television Festival | Melhor Atriz                                              | Michelle Dockery                         | Indicado  |
| Primeira Temporada | Monte-Carlo Television Festival | Melhor Produtor Internacional                             | Gareth Neame                             | Indicado  |
| Primeira Temporada | Monte-Carlo Television Festival | Melhor Produtor Europeu                                   | Gareth Neame                             | Indicado  |
| Primeira Temporada | Creative Arts Emmy Awards       | Melhor Elenco em Minissérie ou Telefilme                  | Jill Trevellick                          | Indicado  |
| Primeira Temporada | Creative Arts Emmy Awards       | Melhor Cinematografia em Minissérie ou Telefilme          | David Katznelson                         | Venceu    |
| Primeira Temporada | Creative Arts Emmy Awards       | Melhor Direção de Artes em Minissérie ou Telefilme        | Donal Woods Charmian Adams Gina Cromwell | Indicado  |
| Primeira Temporada | Creative Arts Emmy Awards       | Melhor Edição de Som em Minissérie ou Telefilme           | Adam Armitage Alex Sawyer                | Indicado  |
| Primeira Temporada | Creative Arts Emmy Awards       | Melhor Figurino em Minissérie ou Telefilme                | Susannah Buxton Caroline McCal           | Venceu    |